# Gah (Deuk)
Pour les articles homonymes, voir Gah.
Gah  est un village du Cameroun, situé dans l'arrondissement (commune) de Deuk, le département du Mbam-et-Inoubou et la région du Centre.

## Population
En 1966, Gah comptait 355 habitants, principalement des Balom. Lors du recensement de 2005, on y a dénombré 160 personnes.